# 貝薩 (加利福尼亞州)
貝納（英語：Bena）是位於美國加利福尼亞州克恩縣的一個非建制地區。該地的面積和人口皆未知。

## 地理
貝納的座標為35°19′36″N 118°44′23″W / 35.32667°N 118.73972°W，而該地的平均海拔高度為263米（即863英尺）。